# Fenestron

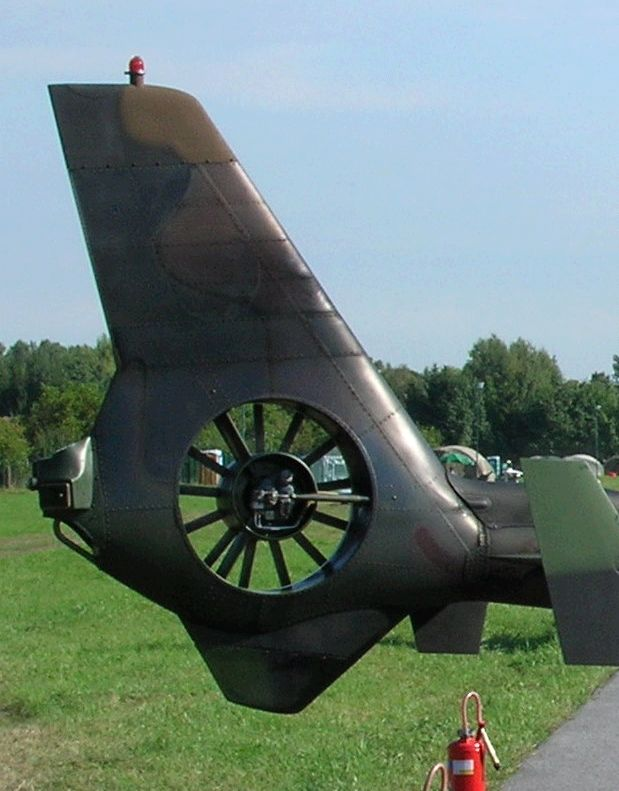
Detalle del Fenestron de un Aérospatiale Gazelle.

Un Fenestron (de la palabra occitana fenestron, "ventana pequeña") es un tipo de rotor de cola de helicóptero encapsulado (rotor carenado). El sistema está totalmente integrado en el chasis de la cola y, como en un rotor de cola convencional, se encarga de contrarrestar la fuerza lateral ocasionada por el giro de las palas del rotor principal. Este sistema fue concebido por Sud Aviation en los años 1960. Sud Aviation se convirtió en parte de Aerospatiale, la cual se fusionó con Daimler-Benz Aerospace AG para formar Eurocopter en 1992. El primer helicóptero equipado con este tipo de rotor de cola fue el Aerospatiale Gazelle en 1968.
Mientras los rotores tradicionales tienen dos o más palas, los Fenestron tienen entre ocho y dieciocho. Estas palas pueden estar separadas con distintos ángulos por lo que distribuyen el sonido en diferentes frecuencias haciendo que el aparato sea más silencioso, como es el caso de los Eurocopter 120, 130, 135 y 155. El encapsulamiento permite una mayor velocidad de rotación que en los rotores convenciones, permitiendo así unas palas de menor tamaño.
El término Fenestron es una marca registrada de Eurocopter.

## Ventajas

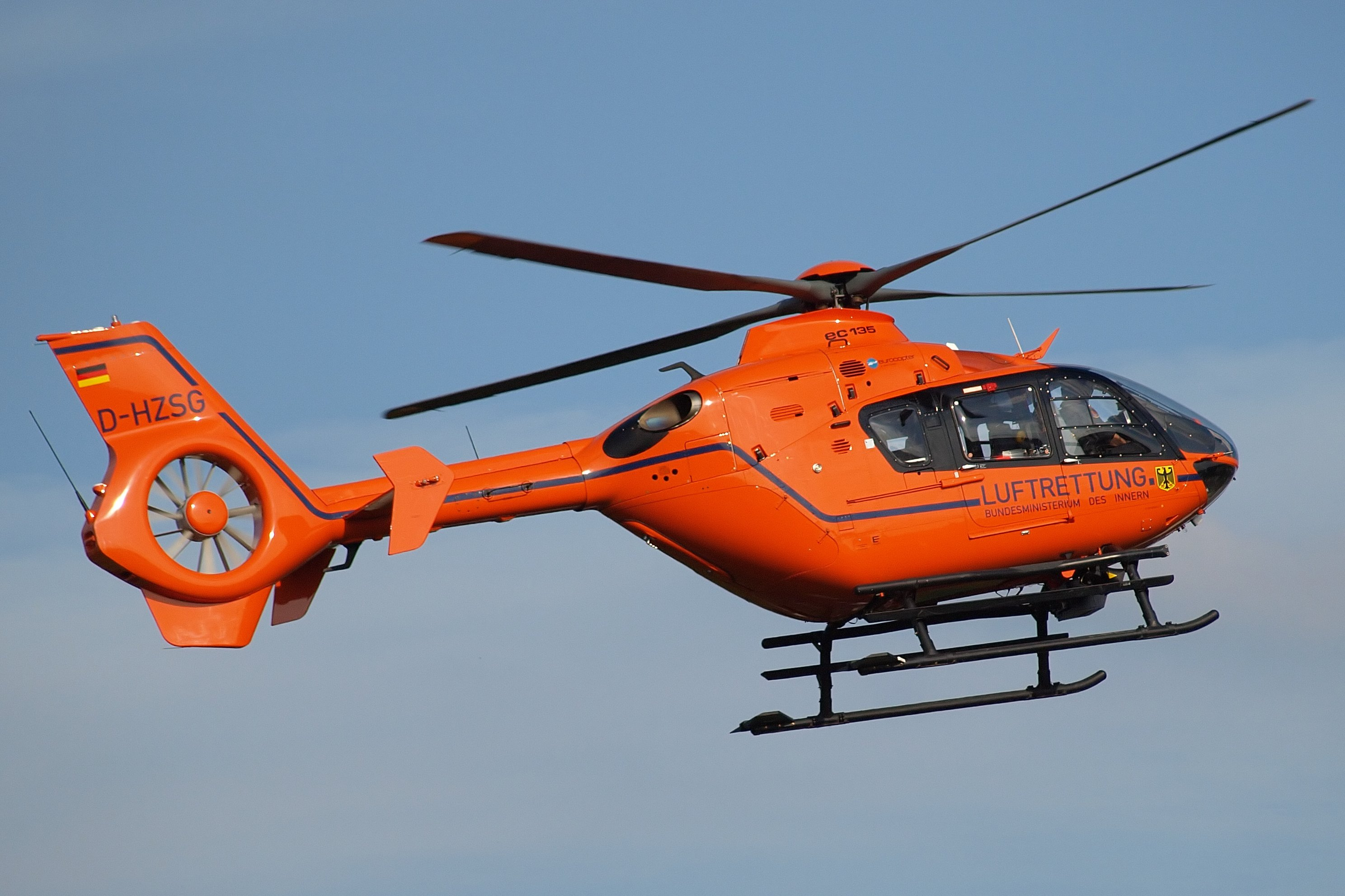
Eurocopter EC-135 del servicio de emergencias alemán.

- Aumenta la seguridad de los técnicos de tierra. El menor tamaño de las palas permite que se sitúen a una altura mayor, dificultando el contacto con personas u objetos, y el encapsulamiento añade una protección periférica.
- Menos susceptible a los daños por objeto externo (FOD - Foreign object damage). La mayor altura y el encapsulamiento hace que sea más difícil la succión de un objeto en tierra (pequeñas rocas, etc.).
- Gran reducción del ruido. El encapsulamiento y el mayor número de palas, así como su distribución llevan a una reducción acústica.[1]

## Desventajas
- Un mayor peso en la cola.
- Se requiere más potencia de motor para un Fenestron que para un rotor tradicional o un sistema NOTAR.
- Mayor coste de construcción.

## Helicópteros con Fenestron
- Aérospatiale SA 341 Gazelle
- Boeing-Sikorsky RAH-66 Comanche
- Eurocopter AS365 Dauphin
- Eurocopter EC120
- Eurocopter EC130
- Eurocopter EC135
- Eurocopter EC145 T2
- Eurocopter EC155
- Airbus Helicopters H160
- Guimbal Cabri G2
- Kamov Ka-60/62
- Kawasaki OH-1
- Mitsubishi MH2000
- Harbin Z9 EH